# Pflegeverhältnis
Ein Pflegeverhältnis beschreibt die formale Beziehung zwischen einem fremd untergebrachtem Pflegekind und den aufnehmenden Pflegeeltern. Ein Pflegeverhältnis kann privat organisiert oder vom Jugendamt veranlasst sein. In letzterem Fall wird es in einem gesetzlich geforderten Hilfeplan zwischen den Beteiligten (Herkunftseltern, Pflegeeltern, Jugendamt) ausgearbeitet und regelmäßig überprüft.

## Deutschland

### Definition
Es gibt verschiedene – nicht immer klar abgrenzbare – Formen:
- Tagespflege: beispielsweise kann bei Berufstätigkeit der Eltern bzw. des erziehenden Elternteils das Kind stundenweise/halbtags/ganztags bei einer Tagespflegefamilie/-person betreut werden, bleibt aber normal in der Herkunftsfamilie eingebunden. Eine Erlaubnis des Jugendamtes gem. § 43 SGB VIII ist erforderlich.
- Ergänzungspflege: bei Defiziten verschiedener Art der Herkunftsfamilie eine helfende Pflege, um dem Kind ein ergänzendes Erfahrungsangebot zu machen, die Pflegeeltern agieren als "Trainer" für das Kind.
- Bereitschaftspflege/Kurzzeitpflege: Für vorübergehende Unterbringung: wenn z. B. eine allein erziehende Mutter überraschend ins Krankenhaus muss oder wenn eine Herausnahme eines Kindes aus der Familie (sog. Inobhutnahme) umgehend vorgenommen werden muss, bis zur Abklärung des weiteren Vorgehens.
- Dauerpflege/Vollzeitpflege (§ 33 SGB VIII): bei länger andauernder Erziehungsunfähigkeit der Herkunftseltern (Gründe wie längerfristige Erkrankung, Suchtabhängigkeit etc.) wird eine längere Aufnahme stattfinden. Hierbei kommt es nach entsprechender Zeit (abhängig vom Alter des Kindes) zu primären Bindungen des Kindes an die Pflegeeltern, die eine Rückführung erschweren oder verhindern. Dann wird ggf. ein Verbleiben des Kindes in der Pflegestelle angeordnet (§ 1632, Abs. 4 BGB).  Bei einer Vollzeitpflege wird eine Pflegeerlaubnis des Jugendamtes gem. § 44 SGB VIII benötigt. Auch die Aufnahme eines Kindes mit dem Ziel Adoption begründet ein Dauerpflegeverhältnis, jedoch noch keine Adoptionspflege.
- Adoptionspflege: Zeitraum der Pflege nach (!) der Einwilligung der leiblichen Eltern in die Adoption (bzw. deren Ersetzung durch  das Vormundschaftsgericht) und der eigentlichen Adoption eines Kindes. Hier gelten besondere rechtliche Rahmenbedingungen, siehe u. a. § 1744 BGB.
- Sonderformen: Je nach Hilfebedarf können auch weitere Formen angetroffen werden; seien es Mischformen wie Wochenpflege, wo ein Kind unter der Woche bei Pflegeeltern und am Wochenende bei der Herkunftsfamilie lebt oder besondere Pflegeverhältnisse wie professionelle Erziehungsstellen (gemäß § 34 Sozialgesetzbuch VIII), wo pädagogisch ausgebildete und i. d. R. von einem Jugendhilfeträger angestellte Fachkräfte in ihre Familie seelisch besonders stark traumatisierte Kinder aufnehmen, die in normalen Pflegefamilien nicht aufgefangen werden könnten. Sozialpädagogische Pflegefamilien oder Sonder- bzw. Heilpädagogische Pflegefamilien und zusätzlich im Bereich des Landschaftsverbandes Westfalen-Lippe (LWL) Westfälische Pflegefamilien (WPF) sind Pflegeformen gemäß § 33 Sozialgesetzbuch VIII. Genau wie bei der Erziehungsstelle werden an die Qualifikation der Pflegeeltern besondere Anforderungen gestellt, die Pflegefamilien sind aber keine Angestellten eines Jugendhilfeträgers. Sie erhalten allerdings ein erhöhtes Pflegegeld, d. h. der Anteil für den Erziehungsaufwand ist entsprechend höher. Träger kann je nach Pflegeform das Jugendamt oder ein freier Jugendhilfeträger sein. Westfälische Pflegefamilien werden immer über einen Träger der freien Jugendhilfe betreut. Das Jugendamt schließt in diesem Fall mit dem Träger der WPF einen Pflegevertrag.

### Ausübung der elterlichen Sorge
Die elterliche Sorge verbleibt auch bei einem Pflegschaftsverhältnis bei den leiblichen Eltern sofern das Sorgerecht nicht nach § 1666 BGB entzogen und auf einen Vormund übertragen wurde. Allerdings haben die Pflegeeltern, wenn das Pflegeverhältnis länger andauert, nach § 1688 BGB die Entscheidungsbefugnis in Angelegenheiten des täglichen Lebens des Kindes. Sie sind berechtigt, den Arbeitsentgelt eines Minderjährigen zu verwalten sowie Unterhalts-, Versicherungs-, Versorgungs- und sonstige Sozialleistungen (z. B. Kindergeld) für das Kind geltend zu machen und zu verwalten. Das Familiengericht kann eine andere Regelung treffen. Bei Streitigkeiten zwischen Pflegeperson und Sorgeberechtigtem soll das Jugendamt gem. § 38 SGB VIII vermitteln.

### Vormundschaft
Nach einem Urteil des Amtsgerichts München sind miteinander verpartnerte homosexuelle Paare in Deutschland seit dem 5. August 2016 berechtigt, als Pflegeeltern die Vormundschaft für Kinder und Jugendliche auch gemeinsam auszuüben; bis zu diesem Zeitpunkt hatte eine gesetzliche Regelungslücke bestanden und die gemeinsame Ausübung der Vormundschaft nur Ehepaaren ermöglicht.

### Kranken- und Rentenversicherung
Pflegekinder können in der gesetzlichen Krankenversicherung der Pflegeeltern kostenfrei mitversichert werden (Familienversicherung, § 10 Abs. 4 SGB V). Stirbt ein Pflegeelternteil, hat das Kind daraus Ansprüche auf Waisenrente (§ 48 Abs. 3 SGB VI).
Pflegeeltern haben einen Anspruch auf einen Zuschuss zur Rentenversicherung durch das Jugendamt.

### Haftung
Bei der vorübergehenden Inpflegenahme haften Pflegeeltern gegenüber dem Pflegekind in größerem Umfang als gegenüber eigenen Kindern oder längerfristig aufgenommenen Pflegekindern. Es handelt sich um eine vertraglich übernommene Aufsichtspflicht (§ 832 BGB). Dieses Risiko kann durch Abschluss einer entsprechend erweiterten (Privat-)Haftpflichtversicherung abgedeckt werden.